# Saison 8 de Clem
Chronologie
Saison 7 Saison 9
Cet article présente le guide des épisodes de la huitième saison de la série télévisée française Clem.

## Résumé
Entre Clem et Stéphane tout est définitivement fini. Valentin ne va pas bien il doit parler de ses parents lors d'une rédaction mais ne sait quoi dire sur son père. Clem s'aperçoit qu'elle n'a pas fait son deuil. Michel tente d'embrasser Prune la remplaçante de Jean Paul. Clem tombe sous le charme de Baptiste son collègue de travail. Adrian veut retrouver son père biologique. Caroline met tout en œuvre pour le retrouver. Lors de la fête de Noël une fuite de gaz provenant du chauffe-eau fait faillite dans la maison de Xavier et Caroline. Salomé va dormir chez Ben et Caroline chez sa sœur. Inès couche avec Stéphane tandis que Caroline va danser un paso doble avec Antonio. Antonio et Caroline finissent leur nuit dans un hôtel.

## Distribution

### Acteurs principaux
- Lucie Lucas : Clémentine Boissier (ex Thévenet)
- Victoria Abril : Caroline Boissier puis Ferran (née Munoz)
- Léa Lopez : Salomé Boissier
- Jean Dell : Michel Brimont
- Carole Richert : Marie-France Brimont
- Virgil Amadeï : Valentin Brimont puis Thévenet
- Élodie Fontan : Alyzée Moron (née Bertier)
- Kevin Elarbi : Hicham Berkaoui
- Philippe Lellouche : Xavier Ferran
- Asia Amans : Anouchka Ferran
- Agustín Galiana : Adrian Moron
- Yann Sundberg : Stéphane Minassian
- Maëva Pasquali : Inès Munoz
- Manon Bresch : Yasmine
- Emma Obadia : Flavie
- Georges Corraface : Antonio, le premier amour de Caro et père d'Adrian
- Victor Fraigneau : Eliott, le copain d'Anouchka
- Schemci Lauth : Christophe, collègue de Caro dans son entreprise de cuisine
- Noémie Chicheportiche : Pauline, la nouvelle patronne de Clem
- Vinnie Dargaud : Baptiste, le nouveau collègue de Clem
- Lisa Kramarz : Mélissa, la nouvelle collègue de Clem
- Tatiana Gousseff : La responsable de l'institut de beauté
- Laurent Gamelon : Jean-Paul Boissier (épisodes 7-8)
- Janis Abrikh : Léo

## Épisodes

### Épisode 1: Nouveau départ
- Suisse : 27 février 2018 sur RTS Un
- Belgique : 15 mars 2018 sur La Une
- France : 19 mars 2018 sur TF1

- France : 5,10 millions de téléspectateurs (20 % de parts de marché)[1]

thème : le harcèlement sexuel, l'agression sexuelle

### Épisode 2: Tout pour ma fille
- Suisse : 27 février 2018 sur RTS Un
- Belgique : 15 mars 2018 sur La Une
- France : 19 mars 2018 sur TF1

- France : 4,59 millions de téléspectateurs (22,8 % de parts de marché)[1]

### Épisode 3: Où est ton père?
- Suisse : 6 mars 2018 sur RTS Un
- Belgique : 22 mars 2018 sur La Une
- France : 26 mars 2018 sur TF1

- France : 4,874 millions de téléspectateurs (19,3 % de parts de marché)[2]

### Épisode 4: Paso doble
- Suisse : 6 mars 2018 sur RTS Un
- Belgique : 22 mars 2018 sur La Une
- France : 26 mars 2018 sur TF1

- France : 4,48 millions de téléspectateurs (22,2 % de parts de marché)[2]

### Épisode 5: Révolution
- Suisse : 13 mars 2018 sur RTS Un
- Belgique : 29 mars 2018 sur La Une
- France : 2 avril 2018 sur TF1

- France : 4,754 millions de téléspectateurs (18,9 % de parts de marché)[3]

### Épisode 6: Question de choix
- Suisse : 13 mars 2018 sur RTS Un
- Belgique : 29 mars 2018 sur La Une
- France : 2 avril 2018 sur TF1

- France : 4,23 millions de téléspectateurs (20,7 % de parts de marché)[3]

### Épisode 7: L'art d'être papa
- Suisse : 20 mars 2018 sur RTS Un
- Belgique : 5 avril 2018 sur La Une
- France : 9 avril 2018 sur TF1

- France : 4,978 millions de téléspectateurs (19,6 % de parts de marché)[4]

- Retour exceptionnel de Laurent Gamelon
- Absence de Victoria Abril

### Épisode 8: Secrets de famille
- Suisse : 20 mars 2018 sur RTS Un
- Belgique : 5 avril 2018 sur La Une
- France : 9 avril 2018 sur TF1

- France : 4,43 millions de téléspectateurs (20,9 % de parts de marché)[4]

- Retour exceptionnel de Laurent Gamelon

thème = le trouble maniaco-dépressif, la maladie dans la famille

### Épisode 9: S'il suffisait qu'on s'aime
- Suisse : 27 mars 2018 sur RTS Un
- Belgique : 12 avril 2018 sur La Une
- France : 16 avril 2018 sur TF1

- France : 4,679 millions de téléspectateurs (18,9 % de parts de marché)[5]

### Épisode 10: Avec ou sans toi!
- Suisse : 27 mars 2018 sur RTS Un
- Belgique : 12 avril 2018 sur La Une
- France : 16 avril 2018 sur TF1

- France : 4,21 millions de téléspectateurs (22,3 % de parts de marché)[5]